# Династија Јужни Сунг
Династија Јужни Сунг морала је платити цену за своју слабу одбрану. Године 1126.-1127. Џурџи Ђин су освојили северну Кину (Династија Ђин. Подручје династије Сунг ускоро је сведено на средишњу и јужну Кину и опстајало је само плаћајући велики данак овим Татарима.
Без обзира на то што је родно место кинеске културе у долини Жуте реке припало страним освајачима, југ се и надаље развијао. Становништво од 60% укупне кинеске популације се и даље повећавало, трговина и индустрија су цвале, а нова престоница, Хангчоу, постала је несумњиво највећи град на свету с око 400.000 становника. Кина је у 13. веку била насељенија и богатија од тадашње Европе. Западна Европа тада има само два града с с више од 100.000 становника, Париз и Венецију.
Јужни Сунг је значајно ојачао своју морнарицу како би одбранио своју морску обалу, али и како би спровео неколико поморских мисија у иностранству. Како би се одупрли северној династији Ђин династија Сунг је развила нову војну технологију упорабе барута.

### Пад династије Сунг
У 13. веку дошло је до знатног успоравања развоја. То је углавном била последица огромних разарања и друштвених немира насталих због монголске инвазије Џингис-кана и освајања најпре татарског подручја на северу, које је било под династијом Ђин (1210—1234), а потом су напали и Сунг подручја на југу (1235—1279). Монгке-кан, четврти велики монголски кан (каган), преминуо је 1259. год. током опсаде града Чонгсинга. његов млађи брат, Кублај-кан, проглашен је великим каном, а 1271. год. и кинеским царем, иако још није био освојио целу Кину. Након две деценије ратовања, његова војска је на крају уништила војску династије Сунг 1279. год. поновно ујединивши Кину под новом монголском династијом Јуан (1271—1368) која је установила нову престоницу на северозападу Кине, Пекинг.

### Списак владара династија Јужни Сунг
| Постхумно име1 | Храмовно име                | Лично име                        | Владарско име | Период владавине                                                            |
| --- | --------------------------- | -------------------------------- | --- | --------------------------------------------------------------------------- |
| Конвенција за навођење: храмовно име. |                             |                                  | |                                                                             |
| Цар Сјен-сјао 宪孝皇帝 (Xiànxiào huángdì) | Гао-цунг 高宗 (Gāozōng)     | Џао Гоу 赵构 (Zhào Gòu)          | Ђијен-јен (建炎) Шао-сјинг (绍兴)                                                                                               | 1127-1130 1131-1162.                                                        |
| Цар Ченг-сјао 成孝皇帝 (Chéngxiào huángdì) | Сјао-цунг 孝宗 (Xiàozōng)   | Џао Бо-цунг 赵伯琮 (Zhào Bócóng) | Лунг-сјинг (隆兴) Ган-дао (干道) Чун-сји (淳熙)                                                                                 | 1163-1164 1165-1173 1174-1189.                                              |
| Цар Ц’-сјао 慈孝皇帝 (Cíxiào huángdì) | Гуанг-цунг 光宗 (Guāngzōng) | Џао Дун 赵惇 (Zhào Dūn)          | Шао-сји (绍熙) | 1189-1194.                                                                  |
| Цар Гунг-сјао 恭孝皇帝 (Gōngxiào huángdì) | Нинг-цунг 宁宗 (Níngzōng)   | Џао Куо 赵扩 (Zhào Kuò)          | Ћинг-јуен (庆元) Ђија-таи (嘉泰) Каи-сји (开禧) Ђија-динг (嘉定)                                                                | 1195-1200 1201-1204 1205-1207 1208-1224.                                    |
| Цар Ан-сјао 安孝皇帝 (Ānxiào huángdì) | Ли-цунг 理宗 (Lǐzōng)       | Џао Ји-ђи 赵与莒 (Zhào Yǔjǔ)     | Бао-ћинг (宝庆) Шао-динг (绍定) Дуан-пинг (端平) Ђија-сји (嘉熙) Чун-јоу (淳祐) Бао-јоу (宝祐) Каи-ћинг (开庆) Ђинг-динг (景定) | 1225-1227 1228-1233 1234-1236 1237-1240 1241-1252 1253-1258 1259 1260-1264. |
| Цар Ђинг-сјао 景孝皇帝 (Jǐngxiào huángdì) | Ду-цунг 度宗 (Dùzōng)       | Џао Менг-ћи 赵孟启 (Zhào Mèngqǐ) | Сјен-чун (咸淳) | 1264-1274.                                                                  |
| Цар Сјао-гунг 孝恭皇帝 (Xiàogōng huángdì) | Гунг-цунг 恭宗 (Gōngzōng)   | Џао Сјен 赵显 (Zhào Xiǎn)        | Д’-јоу (德祐) | 1274-1276.                                                                  |
| Цар Мин-сјао 愍孝皇帝 (Mǐnxiào huángdì) | Дуан-цунг 端宗 (Duānzōng)   | Џао Ш’ 赵是 (Zhào Shì)           | Ђинг-јен (景炎) | 1276-1278.                                                                  |
| Цар Мо 末帝 (Mòdì) | нема                        | Џао Бинг 赵昺 (Zhào Bǐng)        | Сјанг-сјинг (祥兴) | 1278-1279.                                                                  |
| 1. Владари династије Сунг имали су комплексна постхумна имена. Ради прегледности, у табелама су дата скраћена постхумна имена. Целовита постхумна имена налазе се у списку владара на чланку о овој династији. |                             |                                  | |                                                                             |